# Lillian
Lillian, nome d'arte di Liliana Pregnolato (Contarina, 4 gennaio 1946), è una cantante italiana che ha debuttato nella musica leggera a metà degli anni sessanta.

## Biografia
Nel 1948 si trasferisce con la famiglia a Nichelino, in provincia di Torino; all'inizio degli anni '60 inizia ad esibirsi nei locali cittadini con il nome d'arte Liana Pregnò.
Nel 1968 si esibisce con i musicisti dei Ragazzi del Sole con la denominazione Lillian e la Spirale 20; ottiene quindi un contratto con la Durium e partecipa alla Mostra internazionale di musica leggera di Venezia nel 1969 con Tutto il mio mondo.
Nello stesso anno incide Un giorno come un altro, cover di First of May dei Bee Gees e Cielo azzurro; anche l'anno successivo incide una cover dei fratelli Gibb, Ci sarà lui, versione in italiano di Sound of love.
Dopo la partecipazione ad alcune raccolte della Durium, si ritira dall'attività.

## Discografia

### 45 giri
- 1969: Tutto il mio mondo/Un giorno come un altro (Durium, CN A 9300)
- 1969: Tutto il mio mondo/Musica di stelle (Durium, CN A 9310)
- 1969: Un giorno come un altro/Cielo azzurro (Durium, CN A 9316)
- 1970: Un bambino biondo/Ci sarà lui (Durium, CN A 9323)
- 1970: Io ti morivo dietro/Soltanto ieri (Durium, Ld A 7706)